# Obrium cantharinum
Obrium cantharinum là một loài bọ cánh cứng trong họ Cerambycidae.

## Hình ảnh

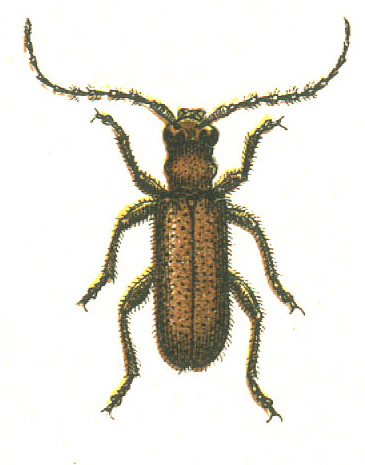
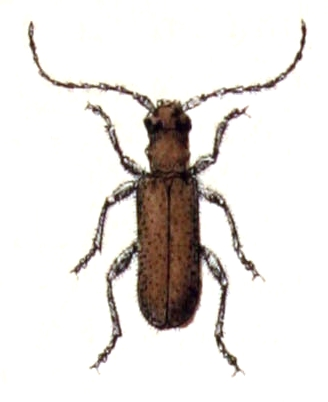